# Laroque-d'Olmes
Laroque-d'Olmes is een gemeente in het Franse departement Ariège (regio Occitanie). De plaats maakt deel uit van het arrondissement Pamiers. Laroque-d'Olmes telde op 1 januari 2022 2.414 inwoners.

## Geografie
De oppervlakte van Laroque-d'Olmes bedroeg op 1 januari 2022 14,36 vierkante kilometer; de bevolkingsdichtheid was toen 168,1 inwoners per km².
De onderstaande kaart toont de ligging van Laroque-d'Olmes met de belangrijkste infrastructuur en aangrenzende gemeenten.

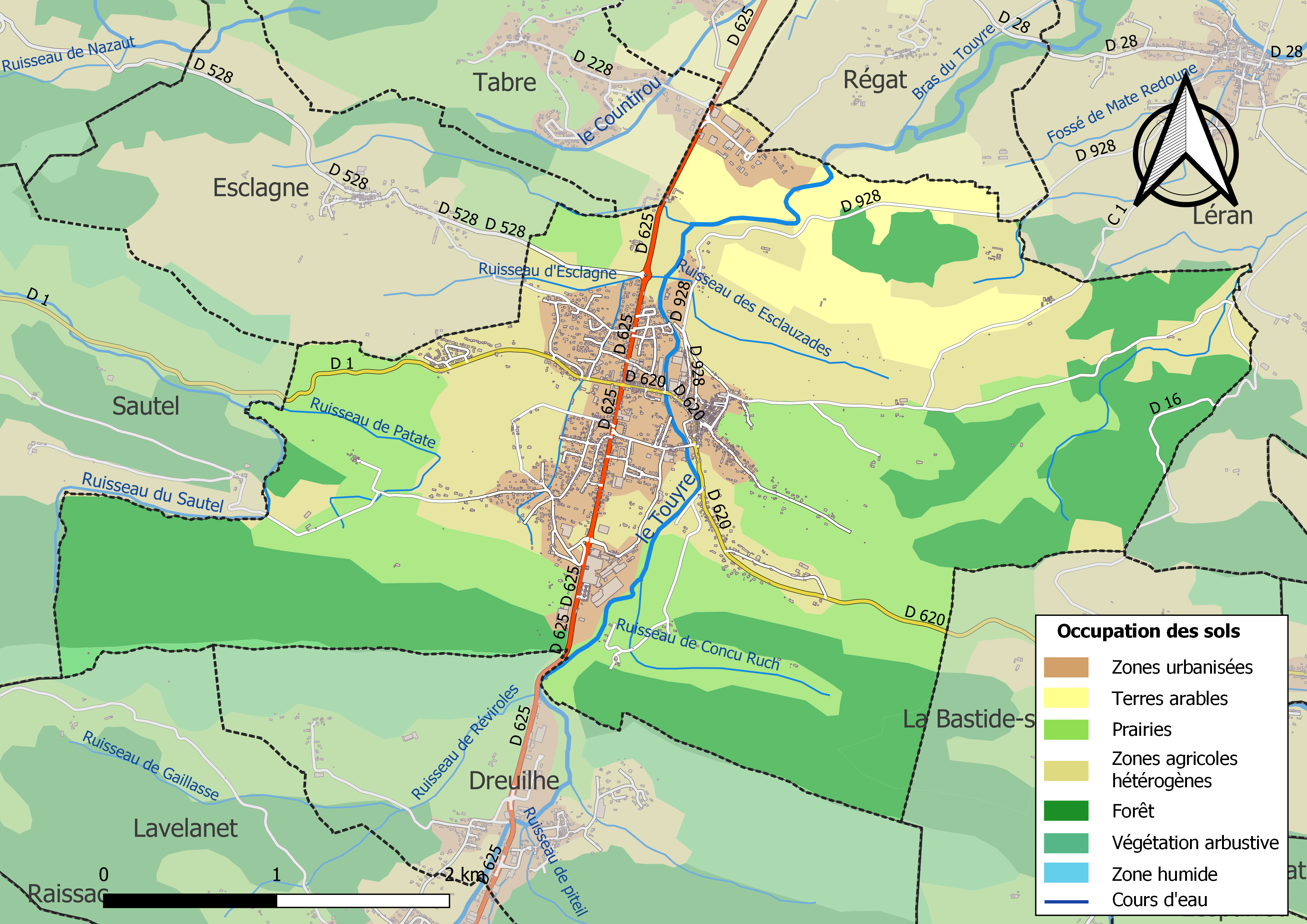

## Demografie
Onderstaande figuur toont het verloop van het inwonertal (bron: INSEE-tellingen).
Vanwege een beveiligingsprobleem met de MediaWiki Graph-software is het momenteel niet mogelijk deze grafiek weer te geven. Zodra de software is bijgewerkt zal de grafiek vanzelf weer zichtbaar worden.